# Une étude en rose
Une étude en rose (A Study in Pink) est le premier épisode de la série télévisée Sherlock diffusé pour la première fois sur BBC One et BBC HD le 25 juillet 2010. Il présente les personnages principaux et la résolution d'une série d'énigmes criminelles. C'est une très libre adaptation de la première aventure de Sherlock Holmes, Une étude en rouge.
L'épisode a été écrit par Steven Moffat, également cocréateur de la série. Il a d'abord été réalisé par Coky Giedroyc, sous la forme d'un épisode pilote de Sherlock d'une durée de 60 minutes. Cependant, la BBC a décidé de ne pas diffuser ce pilote, mais en revanche a commandé une série de trois épisodes de 90 minutes. L'histoire a donc été tournée une seconde fois, cette fois avec Paul McGuigan comme réalisateur. Le British Board of Film Classification a classé cet épisode pilote comme approprié aux enfants d'au moins 12 ans pour la diffusion vidéo et en ligne, et il a été inclus comme supplément dans le coffret DVD de la première saison mis en vente le 30 août 2010.

## Résumé
John Watson, un ex-médecin militaire blessé durant la guerre d'Afghanistan, fait la connaissance de Sherlock Holmes grâce à un ami commun. Ils décident de devenir colocataires, en partageant un appartement londonien situé 221B Baker Street et dont la logeuse est Mrs Hudson.
Il y a eu une étrange série de morts que l'inspecteur Lestrade estime être des suicides en série. Lestrade demande à Sherlock d'aller voir avec lui la toute dernière scène de crime où se trouve une morte vêtue de rose. Sherlock déduit de ses observations que la femme avait de multiples amants pour la distraire d'une vie de couple malheureuse, un mariage de plus de dix ans. Cependant cette victime, contrairement aux précédentes, a laissé un message : elle a réussi à graver dans le bois du plancher le mot « RACHE » avec ses ongles avant de mourir. Sherlock ignore superbement la suggestion de l'expert judiciaire, Anderson, qu'il s'agit du mot allemand qui veut dire « vengeance » et annonce que c'est « Rachel », et que la victime est morte avant d'avoir pu achever le mot.
Sherlock remarque des taches de boue qui ont été projetées sur une des jambes de la femme, par les roues d'une valise. Sherlock déduit donc qu'elle vient de l'extérieur de la ville. La police n'a trouvé aucune valise sur place, mais Sherlock finit par la trouver dans une benne à ordures proche des lieux.
Pendant ce temps, Watson reçoit un appel d'une cabine téléphonique et une voiture le dépose dans un entrepôt vide. Il rencontre un homme qui prétend être l'ennemi juré de Sherlock. L'homme lui propose de l'argent en échange d'informations sur les activités de Holmes mais Watson refuse.
Quand Watson retourne au 221B, Sherlock lui demande d'envoyer un SMS sur le téléphone de la quatrième victime donnant un rendez-vous dans un restaurant proche. Au restaurant, Sherlock remarque un taxi et le poursuit, en utilisant sa parfaite connaissance des rues et allées de Londres pour rattraper le taxi à pied. Cependant, quand lui et Watson arrêtent le taxi, ils trouvent un passager qui vient juste d'arriver des États-Unis.
Suspectant que Sherlock a caché des preuves, Scotland Yard a exécuté une perquisition dans son appartement. Sherlock découvre que « Rachel » est le mot de passe de l'adresse e-mail de la victime et que celle-ci a donné son téléphone portable à l'assassin pour qu'il puisse être tracé par GPS. À cet instant, Watson découvre que le signal du téléphone provient du 221B Baker Street et Mrs Hudson dit à Sherlock qu'il y a un chauffeur de taxi qui l'attend en bas.
Sherlock quitte l'appartement et entre dans le taxi. Le chauffeur avoue qu'il est responsable des quatre meurtres mais il assure qu'il ne s'agit pas de meurtres. Il leur a seulement parlé et elles se sont suicidées. Ils arrivent dans une école et vont s'asseoir dans une salle de classe. Le chauffeur propose un jeu mortel à Sherlock.
Il sort un pistolet et deux flacons contenant chacun une pilule. L'une d'entre elles est un poison tandis que l'autre est inoffensive. Sherlock doit choisir une pilule et l'avaler pendant que le chauffeur avalera l'autre. Ce dernier pousse un des flacons en direction de Sherlock et lui dit : « Vous ai-je donné la bonne ou la mauvaise pilule ? »
Sherlock demande ce qu'il se passera s'il décide tout simplement de partir et de ne pas choisir. Le chauffeur lui dit qu'il recevra une balle dans la tête. Sherlock déjoue le bluff de l'arme qui s'avère être fausse. Sherlock s'en va mais le chauffeur le provoque encore en duel et lui demande quelle pilule il aurait choisi pour voir s'il peut résoudre le puzzle.
Pendant ce temps, Watson a tracé le signal GPS du téléphone de la victime et suivi Sherlock. À travers la fenêtre d'un bâtiment adjacent, Watson voit Sherlock sur le point d'avaler la pilule. Il tire sur le chauffeur. Sherlock questionne le chauffeur mourant, pour savoir quelle est la bonne pilule, puis à propos de son « fan » que le chauffeur a mentionné. Il révèle un simple nom : « Moriarty ».
Dehors, Scotland Yard a encerclé le périmètre. Sherlock commence à faire des déductions à propos du tireur avant de réaliser que c'est Watson. Il feint d'être sous le choc pour couvrir Watson et dit à Lestrade d'ignorer tout ce qu'il vient de dire. Sherlock et Watson s'en vont mais ils rencontrent l'homme qui a tenté de corrompre Watson plus tôt. Il s'agit de Mycroft Holmes, le frère de Sherlock Holmes. Il ordonne à sa secrétaire d'augmenter le statut de surveillance de Sherlock et Watson pendant qu'ils rentrent à Baker Street.

## Allusions
L'épisode est librement adapté d’Une étude en rouge et contient une série d'allusions à d'autres œuvres d'Arthur Conan Doyle. Tom Sutcliffe de The Independent remarque : « Les amateurs reconnaitront immédiatement que le déchiffrement que Sherlock applique au téléphone portable de John est tirée d'une analyse presque identique d'une montre à gousset [bien que cette analyse se trouve en fait dans Le Signe des quatre]. Plus allusive est la transformation de la bague perdue que Holmes utilise pour attirer le tueur dans Une étude en rouge en un téléphone portable qui est utilisé pour contacter le tueur directement » (le mot anglais « ring » désigne à la fois une bague et le son d'un téléphone).
John Watson dit qu'il a été blessé par balle à l'épaule (mais on voit qu'il a développé un boitement psychosomatique) ; cela fait référence à l'anecdote suivante : dans l'histoire originale d’Une étude en rouge, la blessure de Watson est présentée comme étant à l'épaule, mais dans les histoires suivantes de Conan Doyle, elle est à la jambe.

## Production
L'histoire a été au départ filmée sous la forme d'un épisode pilote de 60 minutes pour Sherlock, avec Coky Giedroyc comme metteur en scène. Cependant, quand la BBC a commandé une série en trois parties, elle a demandé certains changements et a décidé de ne pas diffuser le pilote. Le Sun a indiqué qu'une source anonyme avait déclaré, « l'équipe ne pouvait tout simplement pas réutiliser ce qui avait été tourné parce que la série est à présent complètement différente. Les histoires sont maintenant plus complexes et détaillées, et donc il leur a fallu en fait tout reprendre à zéro. »
L'épisode a été situé en 2010 plutôt qu'à l'ère victorienne et donc utilise des objets modernes tels que des téléphones portables, des taxis londoniens et des patches à la nicotine plutôt que la traditionnelle pipe d'écume et les autres accessoires d'époque.

## Pilote
Le pilote présente de nombreuses différences avec l'épisode finalement diffusé. L'intrigue est plus resserrée, la durée étant d'une heure, et la distribution est la même[réf. nécessaire] :
- le personnage de Mycroft Holmes est absent, hormis en tant que destinataire d'un courriel envoyé par Holmes au début de l'histoire ;
- de même, il n'y a aucune référence au nom de Moriarty ;
- la victime ne trace aucun nom pour guider les enquêteurs ;
- c'est Holmes qui découvre l'identité de l'assassin, et non celui-ci qui se révèle à Holmes en se rendant à son appartement ;
- la confrontation finale avec l'assassin a lieu au 221B Baker Street.

## Distribution
- Benedict Cumberbatch : Sherlock Holmes
- Martin Freeman : Dr. John Watson
- Rupert Graves : DI Lestrade
- Una Stubbs : Mrs Hudson
- Louise Brealey : Molly Hooper
- Vinette Robinson : Sgt Sally Donovan
- Jonathan Aris : Anderson
- Phil Davis : Jeff
- Mark Gatiss : Mycroft Holmes
- Lisa McAllister : Anthea

## Diffusion
La première diffusion a eu lieu sur la BBC One à 21 heures le 25 juillet 2010. L'audience a été de 9,23 millions de téléspectateurs, ce qui correspond à une part de marché en moyenne de 28,5 % des téléspectateurs britanniques avec un indice de satisfaction élevé,.
En France, l'épisode est diffusé pour la première fois sur France 4 le 1er janvier 2011. Il a connu un grand succès, étant suivi par 1 153 000 téléspectateurs soit 4,9 % de parts de marché.

## Réception
L'épisode a reçu une excellente critique. Dan Martin du Guardian a déclaré : « ce n'est que le début, mais le premier des trois épisodes de 90 minutes, Une étude en rose est brillamment prometteur. Il a la finesse de MI-5 mais c'est indiscutablement du Sherlock Holmes. Les séquences de déduction sont inventives et l'histoire a la complexité classique des scénarios de Moffat. Les puristes en prendront ombrage, comme il se doit ». Cependant, Sam Wollaston, lui aussi du Guardian, a regretté que certains éléments de l'histoire demeuraient sans explication. Tom Sutcliffe de The Independent suggère aussi que Holmes a été « un peu lent » à faire le lien entre les caractéristiques du tueur et celles d'un chauffeur de taxi londonien, mais sa critique est cependant positive. Il écrit : « Sherlock est un triomphe, plein d'esprit et de connaissance, sans jamais diminuer le flair et l'émerveillement de l'original. Il comprend que ce qui compte dans Holmes n'est pas l'intrigue mais le charisme... Évidemment infidèle à l'original pour certains détails, Sherlock est merveilleusement fidèle sur tous les aspects qui importent. »